# 純献皇貴妃
純献皇貴妃 嚴氏（じゅんけんこうきひ げんし、スンホンファングィビ オムシ、순헌황귀비 엄씨、1854年 - 1911年）は、李氏朝鮮の第26代国王及び大韓帝国初代皇帝高宗の後宮。大韓帝国最後の皇太子である李垠の生母。
実名は、嚴善英（げん ぜんえい、オム・ソンヨン、엄선영）。本貫は寧越嚴氏。朝鮮では、一度も登場しなかった皇貴妃という地位を唯一得た人物でもある。

## 生涯
1854年、嚴鎭三の娘として生まれた。8歳で、景福宮に女官として入宮。
1885年、高宗の寵愛を受けたことが発覚すると、高宗の妃であった閔妃によって、宮中から追放された。露館播遷の際は高宗に同行した。1897年には李垠を産み、貴人に冊封される。その後、淳嬪や淳妃を経て、皇貴妃に昇格する。
1905年、「養生義塾」（後の養生高等学校）を設立。1906年には「明新女学校」（後の淑明女子大学校）を設立。
1911年7月20日に、57歳で逝去。死後、純宗より純献貴妃の称号が与えられた。

## 家族
- 祖父：嚴載祐（オム・ジェウ）
- 父：嚴鎭三（朝鮮語版）（オム・ジンサム、1812年 - 1879年）
- 母：密陽朴氏
- 弟：嚴俊源（朝鮮語版）（オム・ジュンウォン、1855年 - 1938年）
- 夫：高宗
  - 長男：李垠（1897年 - 1970年）
  - 嫁：李方子（1901年 - 1989年）

## 登場作品
テレビドラマ
- ミスター・サンシャイン（2018年、tvN、配役：キム・ジュリョン）